# Иванов, Сергей Аркадьевич
Серге́й Арка́дьевич Иванов (род. 5 октября 1956, Москва) — советский и российский историк-византинист, специалист в области истории средневековой культуры. Доктор исторических наук, профессор, профессор Высшей школы экономики и СПбГУ. Член-корреспондент Британской академии. Лауреат премии «Просветитель» (2010), получивший её за книгу «1000 лет озарений».

## Биография
В 1978 году окончил филологический факультет МГУ имени М. В. Ломоносова по кафедре классической филологии.
В 1983 году защитил диссертацию на соискание учёной степени кандидата исторических наук по теме «Славяне и Византия в VI в. по данным Прокопия Кесарийского» (специальность 07.00.03 — всеобщая история).
В 1996 году в Институте славяноведения и балканистики РАН защитил диссертацию на соискание учёной степени доктора исторических наук по теме «Византийское юродство» (специальность 07.00.03 — всеобщая история).
С 1979 по 2013 г. — сотрудник сектора средневековой истории Института славяноведения и балканистики АН СССР (позднее — Института славяноведения РАН). С 2013 г. — профессор НИУ ВШЭ (до 2019 г. — Школы филологии, затем — Института классического Востока и Античности).
Лучшие преподаватель ВШЭ в 2014 и 2019—2022 гг.
Преподавал в МГУ (1996—2003), СПбГУ (2003—2015), а также в РГГУ, Central European University (Budapest), EHESS (Paris), University of Northwestern (Evanston). Стипендиат Humbold-Stiftung (Германия), Dumbarton Oaks (США).

## Основные работы

### Публикации
Общий список научных публикаций превышает 200. Среди них книги:
- Византийское юродство. — М.: Международные отношения, 1994.
- Судьбы кирилло-мефодиевской традиции после Кирилла и Мефодия. — СПб.: Алетейя, 2000 (в соавт. с А. А. Туриловым и Б. Н. Флорей).
- Византия. М.: Слово, 2001
- Византийское миссионерство: как сделать из «варвара» христианина? М.: «Языки славянской культуры», 2003. — 376 с. (чешский перевод — 2011; английский перевод — 2015)
- Блаженные похабы: культурная история юродства. М.: «Языки славянской культуры», 2005. — 448 с. (2 изд. 2009, 3 изд. 2019; 2006 — английский перевод, 2015 — чешский перевод, 2020 — румынский перевод)
- 1000 лет озарений: Удивительные истории простых вещей. М.: Вокруг света, 2010. — 232 с
- В поисках Константинополя. Путеводитель по византийскому Стамбулу и окрестностям. М.: АСТ Corpus, 2011 (2 изд. 2016, 3 изд. 2020; болгарский перевод — 2015, турецкий перевод — 2020, английский перевод — 2022, сербский перевод — 2023)
- Житие Василия Нового в древнейшем славянском переводе. M.: Издательский дом ЯСК, 2018. — 774 сс. (в соавторстве с Т. В. Пентковской и Л. И. Щеголевой)
- Византийская культура и агиография. М.: Издательский Дом ЯСК, 2020. — 536 сс. (сборник избранных статей)

### Интервью
- О комплексе неполноценности, наследниках Византии и уплощении образования // Православие и мир, 2014, 22 января.
- Не надо политизировать историю // Ещёнепознер, 2021, 22 апреля.

### Публичные лекции
- Второй Рим глазами Третьего: эволюция образа Византии в российском общественном сознании (2009)
- От свитка к кодексу (2011)
- Юродство с точки зрения истории культуры. 1-2 лекция (2011)
- Царьградский следопыт: прогулка по Стамбулу в поисках Константинополя (2011)
- Не тот Кирилл, не та азбука. Кирилл и Мефодий: неудачники или визионеры? (2013)
- Эрот под рясой (2014)
- Лекция Сергея Иванова «В поисках Константинополя» (2014)
- 6 лекций о Византии (2015) — Arzamas
- Византийская республика? (2016)
- Юстиниан и блоха. Византийская пандемия VI века (2020)
- Евреи в Византии (2020)
- Как грешили в Средние века (2021)
- Византия как «Запад» и как «Восток» (2021)

### Публицистика. Статьи и выступления
- Факты, основанные на событиях (2008)
- Рождение святости (2009)
- Эволюция святости (2009)
- Пока византиец писал, его Вселенная не могла погибнуть (2017)

## Семья
С. А. Иванов женат на Марии Александровне Липман — журналистке, в прошлом сотруднице Московского центра Карнеги.

## Награды
Шорт-лист премии «Просветитель» за 2012 год, «Гуманитарные науки»

## Цитаты
- Не надо думать, что все особенности византийской жизни и мировосприятия были пересажены на русскую почву: очень по многим параметрам Русь не похожа на Византию. А по каким-то — похожа. Византия, в числе многих других факторов, тоже участвовала в складывании русской культуры и русского характера.